# بويمورتو
بلدية بويمورتو (بالإسبانية: Boimorto)‏، هي إحدى بلديات مقاطعة لا كرونيا إحدى مقاطعات إسبانيا، و التي تقع في منطقة جليقية شمال غرب إسبانيا.
يبلغ عدد سكانها 2.551 نسمة وفقاً لإحصائية سنة (2002).